# Кјавари
Кјавари (итал. Chiavari) је насеље у Италији у округу Ђенова, региону Лигурија.
Према процени из 2011. у насељу је живело 26572 становника. Насеље се налази на надморској висини од 7 м.

## Становништво
| 1936.  | 1951.  | 1961.  | 1971.  | 1981.  | 1991.  | 2001.  | 2011.  |
| ------ | ------ | ------ | ------ | ------ | ------ | ------ | ------ |
| 17.520 | 20.279 | 24.603 | 30.884 | 30.082 | 28.584 | 27.476 | 27.338 |